# 桂南海
桂 南海（かつら なんしー、2000年8月6日 - ）は、落語芸術協会に所属する女性落語家。三代目桂小南門下の二ツ目。本名は今井 みちる（いまい みちる）。出囃子は『青海波』。

## 経歴
東京都東村山市出身。東京都立多摩科学技術高等学校を卒業した。
2020年2月、三代目桂小南に入門した。前座名「南海（なんしー）」。2020年6月に楽屋入りした。
2024年8月中席より、二ツ目に昇進した。

## 人物
- 父親はデザイナー、母親は手芸作家[3]。
- 趣味はネットロア観賞、ルービックキューブ[4]。

## 芸歴
- 2020年2月 - 三代目桂小南に入門。
- 2020年6月 - 楽屋入り。
- 2024年8月 - 二ツ目昇進。